# ブコマンシンビ県
ブコマンシンビ県(ブコマンシンビけん、英語：Bukomansimbi District)はウガンダの中央地域南西部の県。
2014年の人口は15万1075人。
県都はブコマンシンビ。

## 地理
- 北：ゴンバ県
- 東：カルング県
- 南東：マサカ県
- 南西：ルウェンゴ県
- 北西：センバブレ県[1]

県都ブコマンシンビは、マサカから道なりに約26km北西に位置する。

また、首都カンパラから道なりに約150km南西に位置する。

## 歴史
2010年7月1日、マサカ県の北西部を割いて新設された。

## 人口
- 1991年：12万6550人
- 2002年：13万9560人
- 2012年：15万4000人[5]
- 2014年：15万1075人